# Crane (Missouri)
Crane è un comune degli Stati Uniti d'America, situato nello Stato del Missouri, nella contea di Stone.